# Juraj Dočkal
Juraj Dočkal, hrvaški pedagog, rimskokatoliški duhovnik, prevajalec in teolog, * 9. oktober 1855, Pisarovina, † 6. maj 1899.
Dočkal je bil rektor Univerze v Zagrebu v študijskem letu 1897/98 in profesor na Katoliški teološki fakulteti.